# Zuid-Duits voetbalkampioenschap 1925/26
In 1925/26 werd het 26ste voetbalkampioenschap gespeeld dat georganiseerd werd door de Zuid-Duitse voetbalbond. Bayern München werd kampioen en plaatste zich voor de eindronde om de Duitse landstitel. Ook Fürth en Frankfurt waren geplaatst.
München verloor in de eerste ronde van Fortuna Leipzig. Frankfurt versloeg BV Altenessen 06 en verloor dan met 8:2 van Hertha BSC. Fürth versloeg Viktoria Forst, Breslauer SC 08 en Holstein Kiel. In de finale stond de club tegenover Hertha en versloeg deze met 4:1.

## Eindronde
| Plaats | Club              | Wed. | W | G | V | Saldo | Ptn   |
| ------ | ----------------- | ---- | - | - | - | ----- | ----- |
| 1.     | FC Bayern München | 10   | 8 | 2 | 0 | 56:17 | 18:2  |
| 2.     | SpVgg Fürth       | 10   | 7 | 1 | 2 | 29:15 | 15:5  |
| 3.     | FSV Frankfurt     | 10   | 4 | 2 | 4 | 28:20 | 10:10 |
| 4.     | VfR Mannheim      | 10   | 3 | 3 | 4 | 14:30 | 9:11  |
| 5.     | FV 03 Saarbrücken | 10   | 1 | 2 | 7 | 14:35 | 4:16  |
| 6.     | Karlsruher FV     | 10   | 1 | 2 | 7 | 11:35 | 4:16  |

|  | Kampioen, geplaatst voor nationale eindronde |
|  | Geplaatst voor nationale eindronde           |